# 北白川宮能久親王紀念碑 (基隆市)
北白川宮能久親王紀念碑，為一座紀念北白川宮能久親王的混凝土碑，於1933年9月設在基隆市入船町四丁目，因此處原為1895年北白川宮能久於基隆駐紮的「基隆舊海關御舍營所」。戰後棄置，被發現時碑文雖遭破壞但碑身保持良好。2003年1月20日登錄為基隆市歷史建築。

## 介紹
在簽訂天津條約後，雞籠在1863年10月開港，基隆海關於1864年建立，並建有四棟建築，稱一字型排列在基隆港岸邊。1895年6月4日至9日，北白川宮能久親王與近衛師團駐紮在此處，作為臨時司令部，直至6月10日前往汐止。東側的三棟在後來倒塌，西棟則是作為稅關官舍使用。
1931年3月，基隆同風會附設青年會長的基隆第一公學校校長蔡慶濤發起建設紀念碑。1933年1月，紀念碑建設計畫改由基隆市聯合青年團主導，同年7月在原基隆海關東棟的位置設立一碑，正面為二荒芳德（大日本少年團長）的題字「北白川宮能久親王御遺跡地」，背面為臺北帝國大學總長幣原坦撰稿，基隆市尹桑原政夫（青年團團長）所寫的碑文，同年9月完工。1934年，原基隆海關的西棟被整修為基隆市鄉土館（戰後改建為復興館，作為海關宿舍）。

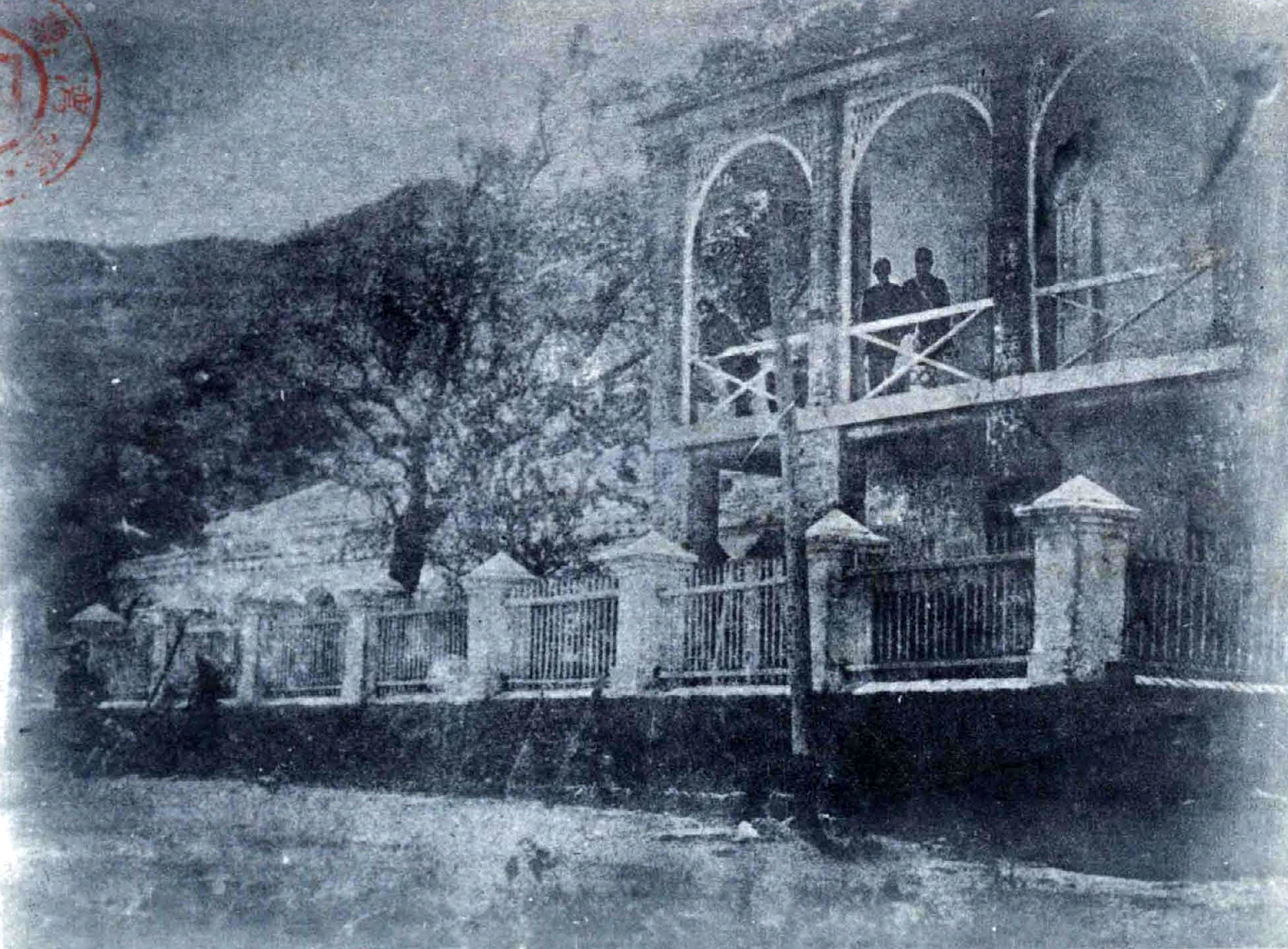
舊基隆海關，在倒塌建物的原址設立了北白川宮紀念碑

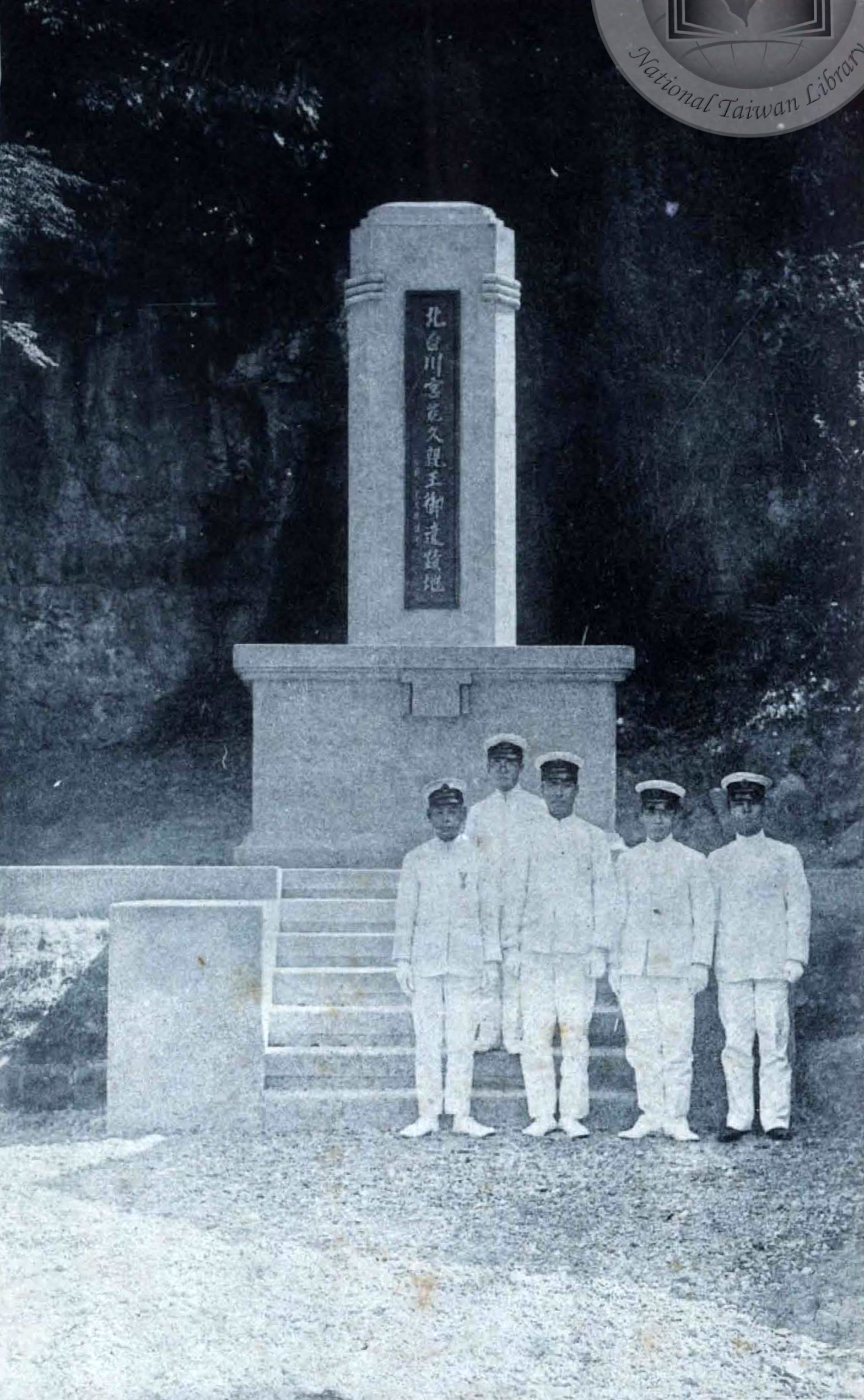
北白川宮紀念碑正面 (1933年)

## 碑身設計
本碑碑身由混凝土製作，再以洗石子方式作為外飾，主碑體截面成方狀切除四角之八邊形，高約3公尺，可見分為三段，碑座較碑身寬大並有軍帶紋泥飾，用以說明被紀念者之身份，碑頂與碑身之間以轉角的三條線腳收分，碑頂上方略成錐形凸起，而此紀念碑於近年才被發現，但由於未善加維護，長年下來，部份已經遭受破壞。

### 仰皇猷
昭和八年（1933年），基隆市尹桑原正夫在建立此碑之餘，邀請臺北帝國大學總長幣原坦題寫「仰皇猷」三字，刻於該遺蹟地上方岩壁處，以表達「仰慕親王風範」之意。該字跡至今尚存。